# Melchior Rinck

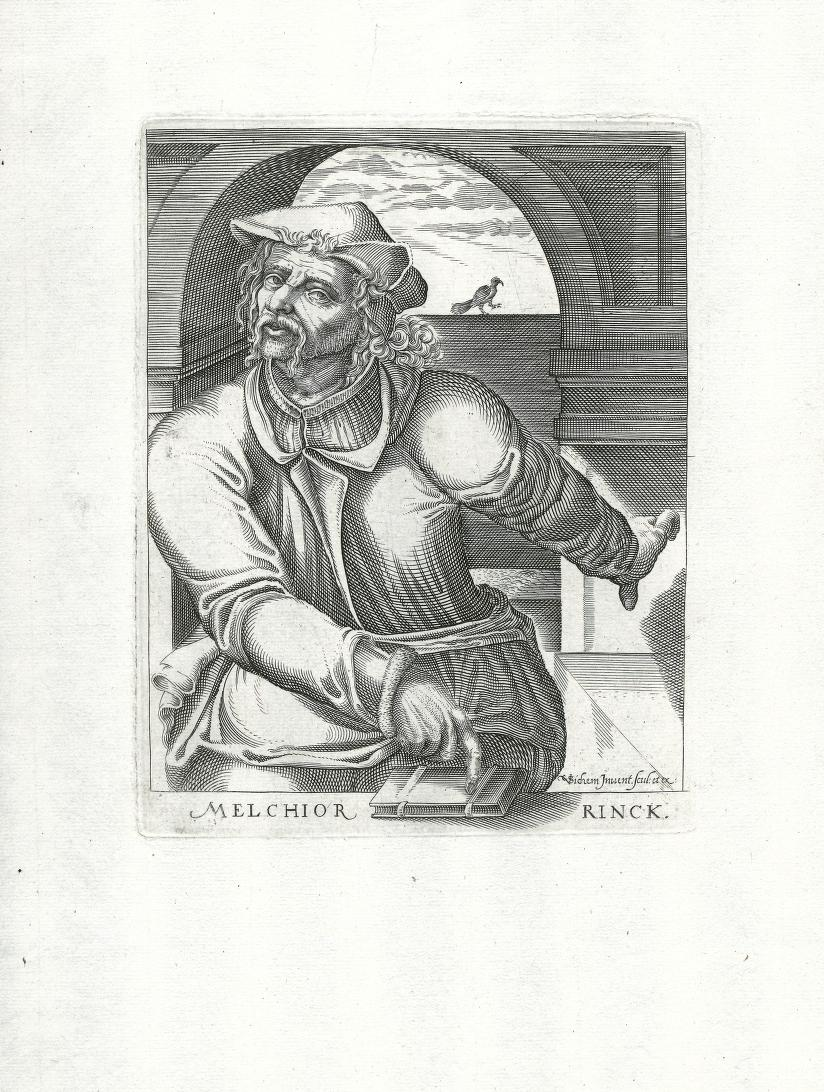
Melchior Rinck

Melchior Rinck, auch Rink oder Ring, (* um 1493; † etwa 1545) war ein deutscher Theologe und Humanist. Rinck gehörte zu den bedeutendsten Täuferführern während der Reformation in Mitteldeutschland.

## Leben
Der hessische Bauernsohn wird erstmals 1516 als Bakkalaureus der freien Künste und junger Leipziger Humanist in den Quellen genannt. Rinck war Schüler von Johann Lange und verkehrte unter anderem mit Hermann Tulichius.
Schon früh schriftstellerisch tätig, pries er in seinen humanistischen Versen seine bäuerliche Herkunft. Seine guten Sprachkenntnisse und die Tätigkeit als Lehrer für Altgriechisch in Erfurt, gaben ihm den Beinamen der Greck (der Grieche). In Erfurt kam Rinck wohl auch erstmals mit Thomas Müntzer zusammen, dessen Ideen ihn beeinflussten. 1523 wurde er Kaplan und Schulmeister in Hersfeld, wo er gemeinsam mit dem Stadtpfarrer Heinrich Fuchs versuchte, die Reformation einzuführen. Dies führte zu beider Entlassung durch den Hersfelder Abt Crato I. Unterstützer plünderten daraufhin Häuser und Besitzungen der Abtei Hersfeld im Stadtgebiet. Vom Stadtrat unter Mithilfe des hessischen Landgrafen Philipp wegen Unruhestiftung ausgewiesen,  fand er 1524 durch Vermittlung von Jacob Strauß eine Anstellung als Pfarrer in Eckardtshausen bei Eisenach in Thüringen. Hier heiratete er Anna Eckart.
Im Mai 1525 nahm er an der Schlacht bei Frankenhausen (15. Mai 1525) teil, konnte aber nach der Niederlage der Verfolgung entgehen. Nach dem Bauernkrieg sammelte er Gesinnungsgenossen im thüringisch-hessischen Grenzgebiet und ließ sich, vermutlich von Hans Denck, taufen. Rinck wurde Mittelpunkt der Täuferbewegung um Eisenach und Hersfeld. Zusammen mit dem bayerischen Theologen und Täufer Hans Denck verfasste er Streitschriften, was 1528 zu einem Verhör an der Universität Marburg und anschließend zur Landesverweisung führte.
Nach seiner Rückkehr nach Hessen wurde Rinck im April 1529 bis 1531 in Haina inhaftiert und im gleichen Jahr, bei einer Täuferversammlung in Vacha, erneut verhaftet. 1529 beantragten seine Frau und sein lutherischer Schwiegervater die Scheidung. Vergeblich versuchte sein Freund Georg Witzel, ihn zur Umkehr zu bewegen. Landgraf Philipp von Hessen ließ ihn in Bärbach, in der Grafschaft Katzenelnbogen, bis zu seinem Tod in Gewahrsam halten. Von seinen Schriften sind nur wenige Reste überliefert.